# بانک نگارا اندونزی
بانک نگارا اندونزی (انگلیسی: Bank Negara Indonesia) شرکت خدمات مالی و بانکداری اندونزیایی است، که در سال ۱۹۴۶ تأسیس شد.